# Maguny (rejon wisagiński)
Maguny (lit. Magūnai) – wieś na Litwie, w okręgu uciańskim, w rejonie wisagińskim.

## Historia
W czasach zaborów wieś leżała w granicach Imperium Rosyjskiego.

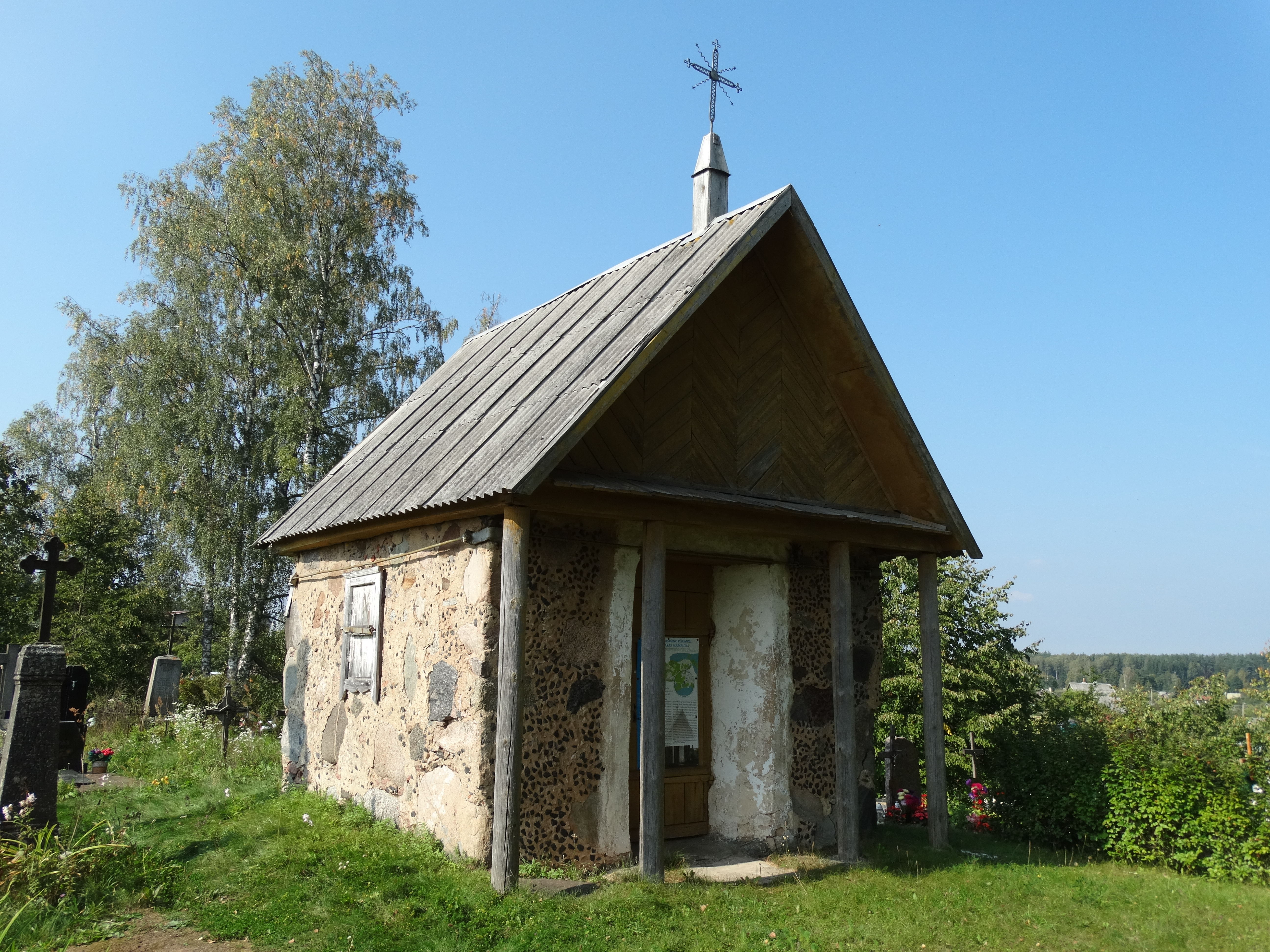
Maguny kaplica

W dwudziestoleciu międzywojennym wieś leżała w Polsce, w województwie nowogródzkim (od 1926 w województwie wileńskim), w powiecie brasławskim, w gminie Rymszany.
Według Powszechnego Spisu Ludności z 1921 roku zamieszkiwało tu 156 osób, wszystkie były wyznania rzymskokatolickiego. Jednocześnie 34 mieszkańców zadeklarowało polską przynależność narodową a 122 litewską. Były tu 34 budynki mieszkalne. W 1931 w 34 domach zamieszkiwało 155 osób.
Wierni należeli do parafii rzymskokatolickiej w Rymszanach. Miejscowość podlegała pod Sąd Grodzki w m. Turmont i Okręgowy w Wilnie; właściwy urząd pocztowy mieścił się w Rymszanach.